# Тетруев, Николай Гаврилович
Никола́й Гаври́лович Тетру́ев (груз. თეთრუაშვილი; 16 августа 1864—1920) — участник Русско-японской, Первой мировой и Гражданской войны на стороне Белого движения, генерал-майор.

## Биография
В 1886 году окончил Тифлисское реальное училище. В 1889 году — Михайловское артиллерийское училище, по окончании которого произведён в чин подпоручика и получил назначение в 19-ю артиллерийскую бригаду. Затем проходил службу в Кавказской гренадерской артиллерийской бригаде и 9-й Восточно-Сибирской горной батарее. В 1897 году присвоен чин штабс-капитана. В 1899 году Николай Гаврилович окончил 2 класса по 1-му разряду и дополнительный курс Николаевской академии Генерального штаба. В 1901 году произведён в чин капитана. Участник русско-японской войны 1904—1905 гг.
В 1911 году произведён в чин полковника. С 14 октября 1912 года в должности начальника штаба 20-й пехотной дивизии. Участник Первой мировой войны. С 18 июля 1915 года — командир 121-го пехотного Пензенского полка, с 31 августа 1916 года назначен на должность начальника штаба 67-й пехотной дивизии. В 1916 году произведён в чин генерал-майора. С 19 мая 1917 года командовал 55-й пехотной дивизией.
После Октябрьской революции в рядах Белого движения находился в резерве при штабе главнокомандующего вооруженными силами на Юге России. Зимой 1918/1919 получил назначение и командовал отрядом Уральской отдельной армии, действовавшим на астраханском направлении. В июле 1919 года назначен командиром Урало-Астраханского корпуса Уральской отдельной армии, находившейся в оперативном подчинении командующего ВСЮР генерала А. И. Деникина.
Некоторое время являлся временно командующим Уральской отдельной армии. Участвовал в отступлении остатков Уральской армии из г. Гурьева, вдоль побережья Каспийского моря в форт Александровский. По приходе в форт Александровский, в начале апреля 1920 года переправился сначала в порт Петровск, в состав отряда генерала Д. П. Драценко, а затем в Азербайджан. Там захвачен в плен большевиками и расстрелян в Баку. В некоторых источниках указано, что он сдался в плен, находясь в форте Александровском, однако эта информация неточна, так как в различных источниках указывается, что в плен прибывшему десанту Красной Волжско-Каспийской флотилии сдались, в числе остатков Уральской армии, 2 генерала (Толстов С. Е. и Бородин Г. К.).

## Награды
- Орден Святого Станислава 3 степени (1903)
- Орден Святой Анны 3 степени с мечами и бантом (1906)
- Орден Святого Станислава 2 степени с мечами (1907)
- Орден Святой Анны 2 степени (1909)
- Орден Святого Владимира 4 степени (1912)
- Орден Святого Владимира 3 степени (1914)
- Золотое Георгиевское оружие «За храбрость» (1916)